# カイサリア・マリティマ
カエサリア・マリティマ、すなわち海辺のカイサリア（ギリシア語: Παράλιος Καισάρεια, ラテン語 : Caesarea Maritima, ヘブライ語 : קיסריה (Qisariyyah)）はカイサリア・パレスティナ（ギリシア語: Καισάρεια της Παλαιστίνης, ラテン語 : Caesarea Palaestina）とも呼ばれた都市で、ヘロデ大王が紀元前25年ごろからイスラエルのヤッフォのすぐ北に建設した。
もともと存在した「ストラトンの塔」（ラテン語 : Turris Stratonis）という小要塞をもとに大増築し、都市とそれに付随する人工港湾まで建築した。紀元前13年には市民が入植し、イスラエルではもともと良港が少なかったため、カイサリアは重宝され、ユダヤ人やギリシャ人など多民族の混住地となった。ローマ帝国もカイサリアの海上交通の利便さに目をつけてここをユダヤ属州の首都とし、ローマ総督と軍隊の駐屯地とした。カイサリアは栄え、新約聖書の『使徒行伝』にも登場する。最初の異邦人キリスト教徒はこのカイサリアで誕生したのである。
フラウィウス・ヨセフスは著作『ユダヤ古代誌』および『ユダヤ戦記』で、カイサリアでユダヤ人虐殺が起きたことがユダヤ戦争の引き金となったと述べている。ローマ時代のカイサリアにはコロシアムやカエサルにささげられた神殿などがあったことが発掘によってわかっている。皇帝ヴェスパシアヌスはこの街を "Colonia Prima Flavia Augusta Caesarea" と名づけている。
130年代のバル・コクバの乱をローマ軍が鎮圧しエルサレムを破壊すると、カイサリアはイスラエル第一の都市となり、初期のキリスト教の中心もエルサレムからカイサリアへ移った。4世紀の歴史家エウセビオスはこの街の大司教であり、オリゲネスもこの街に滞在して著作を書いている。
カイサリアは7世紀以降、ペルシア帝国やイスラム教徒の侵攻によって破壊されたが、なんとか存続し、12世紀の十字軍の時代には十字軍によって植民都市とされている。その後もイスラム教徒とキリスト教徒の攻防の地となったが、やがて放棄されて廃墟となった。
近くにはセドット・ヤム（Sedot Yam）、アラブ人のジスル・エッ・ザルカー（Jisr ez-Zarqa）、オール・アキバ（Or 'Aqibha） などの都市がある。

## ギャラリー

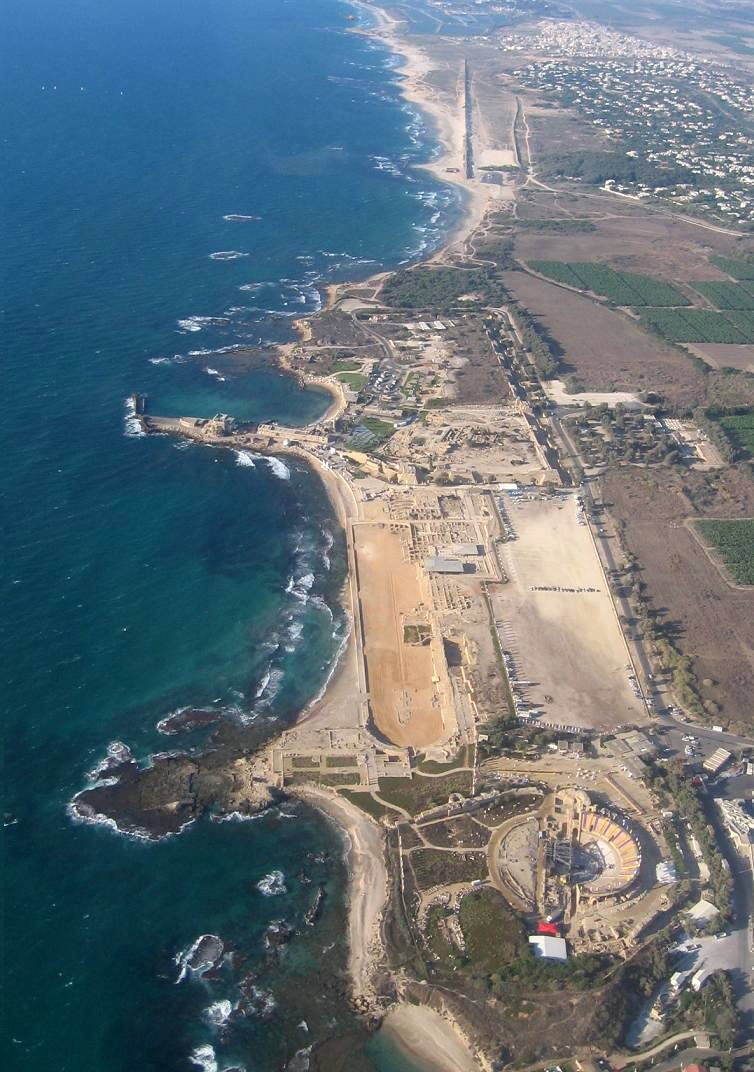
空中写真：ローマ時代の港の跡、総督官邸跡、闘技場跡などが見える
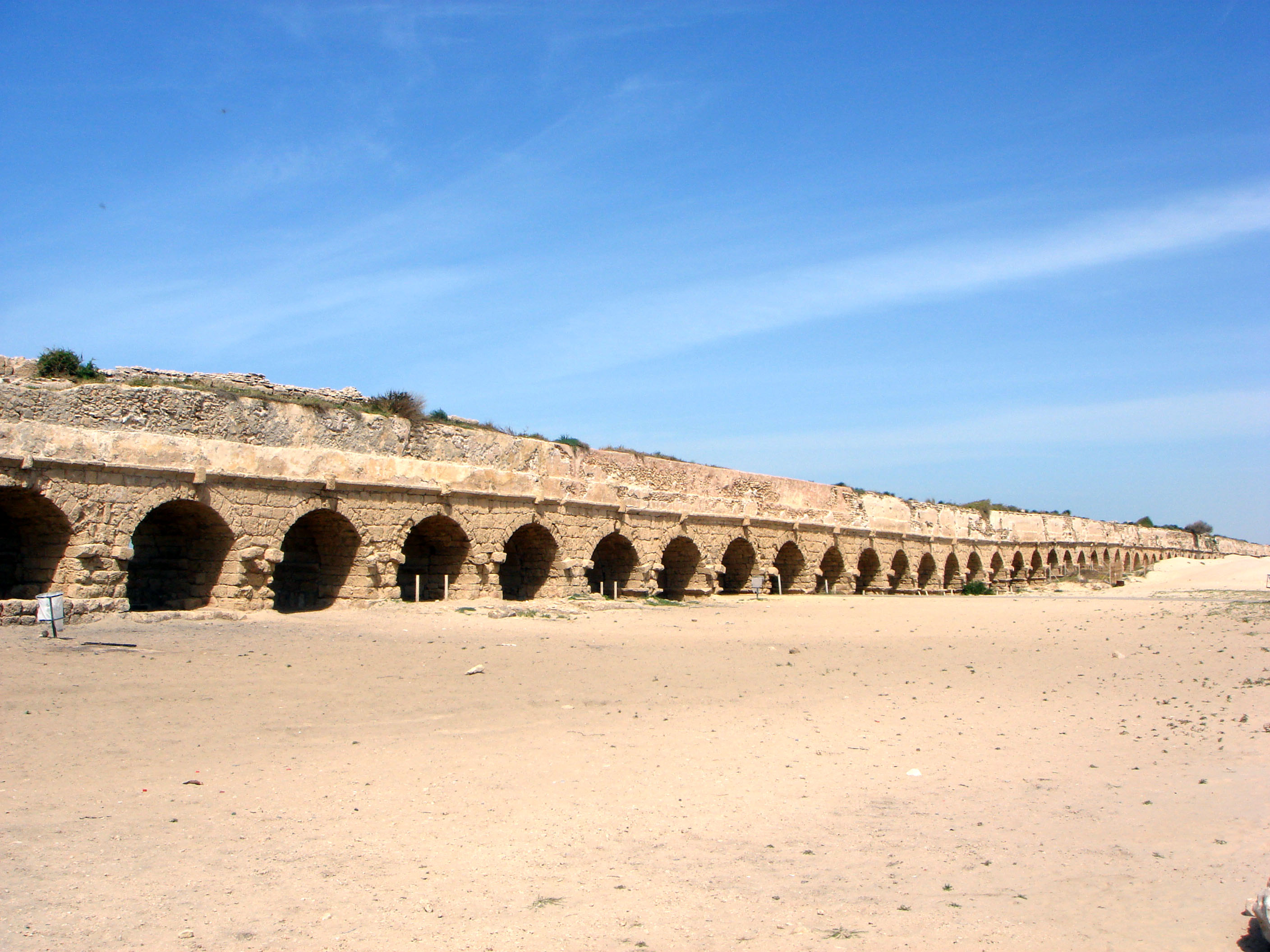
ローマ時代の水道橋跡
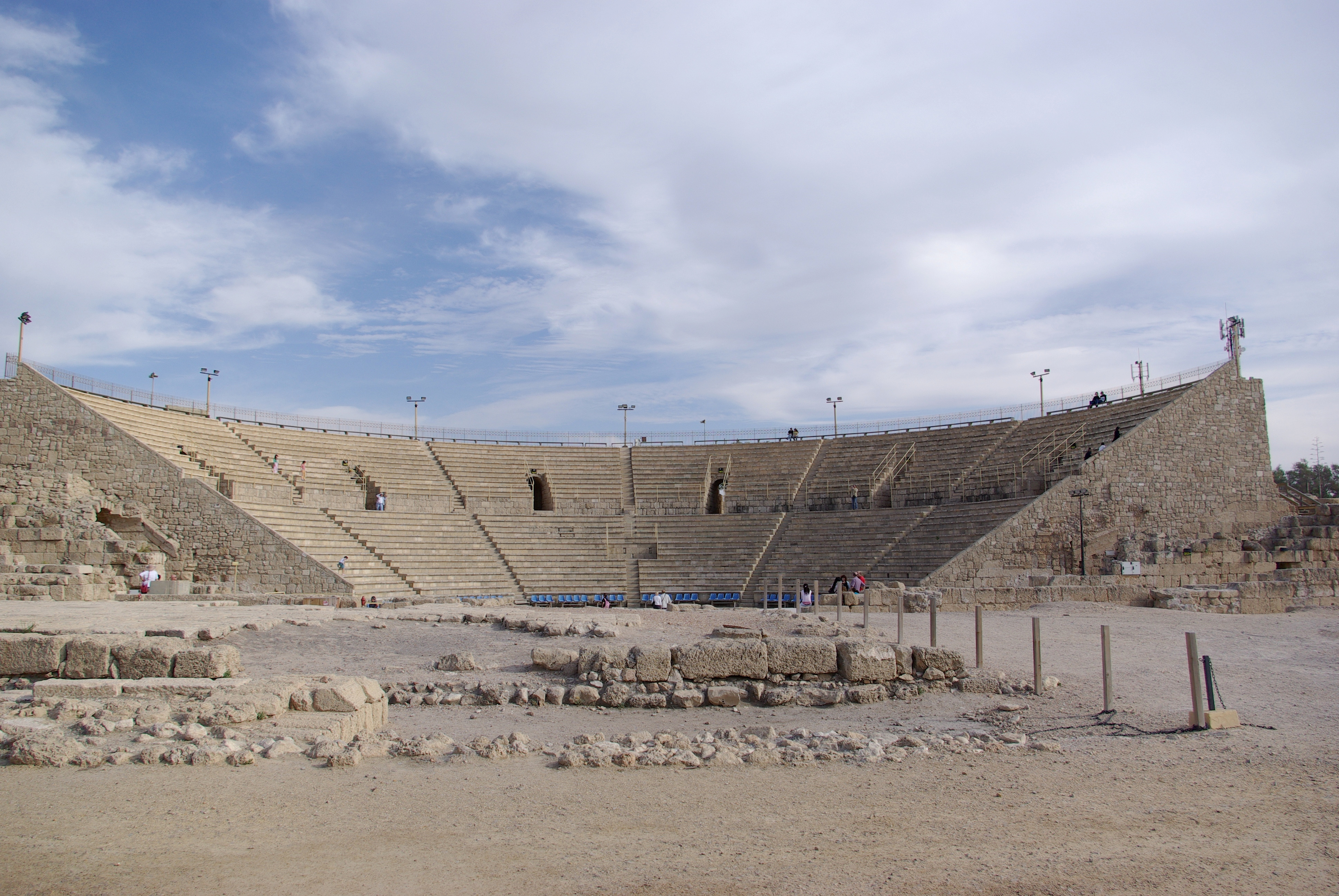
ローマ時代の闘技場跡
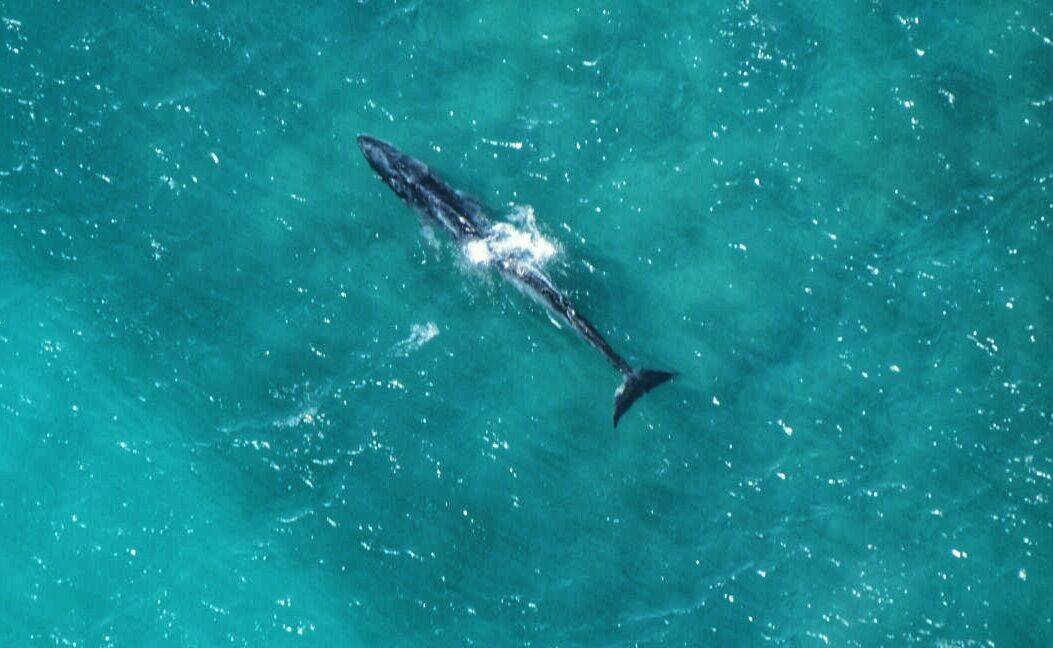
沿岸を泳ぐ弱ったナガスクジラの子供